# Pardal gros
El pardal gros (Passer motitensis) és un ocell de la família dels passèrids (Passeridae).

## Hàbitat i distribució
Habita sabanes, conreus i ciutats de zones àrides de l'Àfrica Meridional, al sud d'Angola, Namíbia, Botswana i nord de Sud-àfrica. Passer iagoensis, P.rufocinctus, P.insularis, P.shelleyi, P.cordofanicus i P.hemileucus, eren considerades subespècies de Passer motitensis.